# 宗谷黒牛
宗谷黒牛（そうやくろうし）は、北海道稚内市に存在する宗谷岬牧場で生産される、日本最北の牛肉の銘柄である。

## 生産
宗谷黒牛は、宗谷岬牧場が生産する牛肉であり、次の3種類の交雑牛に付与されるブランドである。
1. 黒毛和種と乳牛の交雑牛×黒毛和種〔＝BBD牛〕
2. 黒毛和種×乳牛〔＝BD牛〕
3. 黒毛和種×アンガス種〔＝BA牛〕

素牛（肥育前の子牛）は、F1のBD牛を道内の家畜市場から調達する以外は、自家生産している。出荷規模は年間1,000頭程度で、内訳はBBD牛20%、BD牛75%、BA牛5%である。繁殖牛は500頭いる。

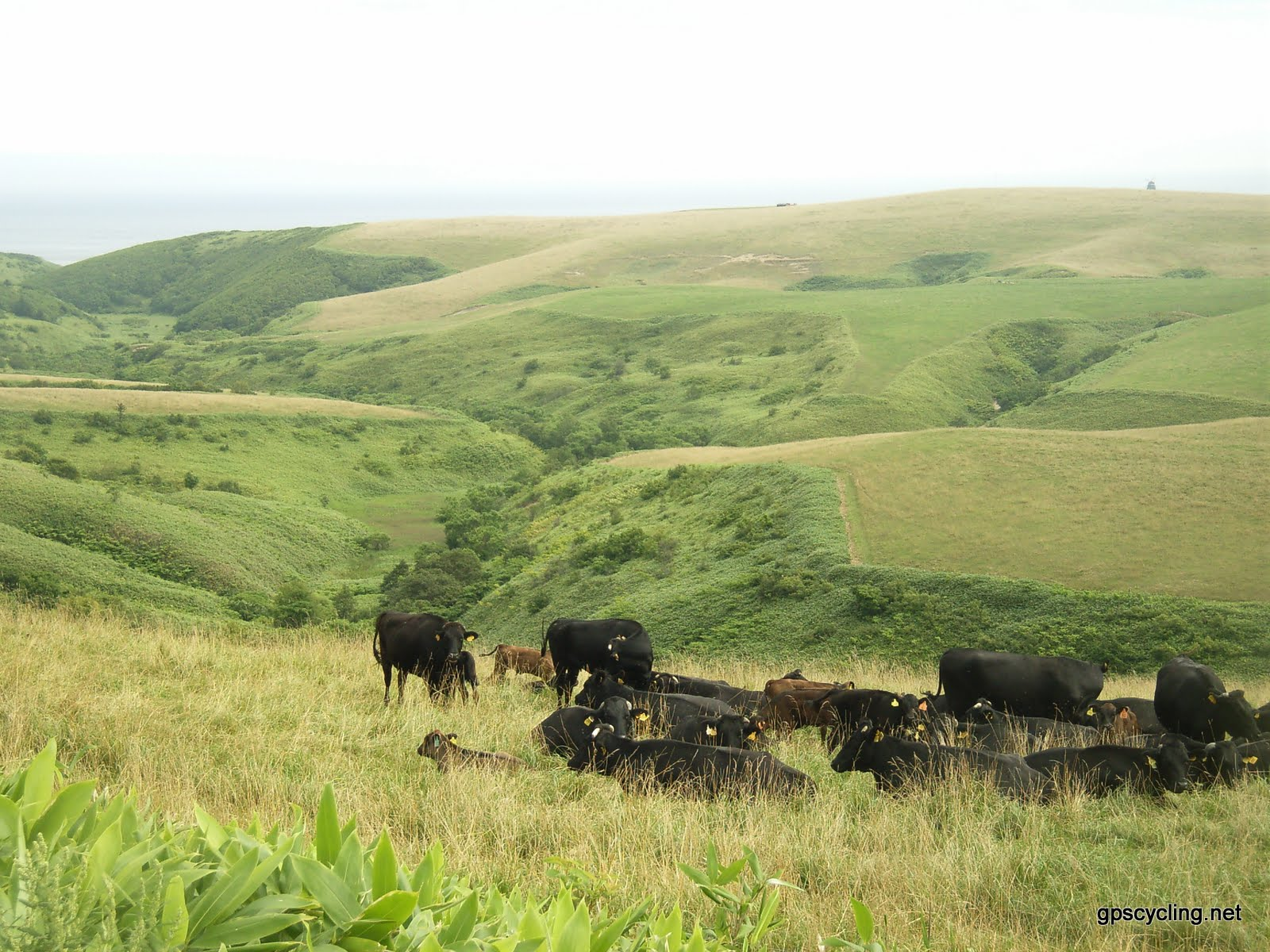
宗谷丘陵

全国農業協同組合連合会（全農）の安全・安心システム第1号認証を受けた飼養管理、非遺伝子組み換えトウモロコシの飼料への採用、明文化された生産方針・理念・基準に基づいた肥育を行う。宗谷岬牧場が定める独自の「飼料給与マニュアル」に沿って肥育される。
北海道遺産である宗谷丘陵に広がる広大な牧草地（約900 ha）で放牧し、天塩町の牛舎を買い取って分場としている。牛舎は常に換気扇を作動させ、舎内の乾燥状態を保つ。飼養期間は24 - 29か月である。ウシはストレスのない環境で育ち、人に良くなつく。
肉質等級は3等級が6割を占め、5等級になるのはBBD牛が多い。歩留は平均61.8%（C等級）である。

## 流通
北海道畜産公社上川事業所で屠畜され、ホクレン農業協同組合連合会を介して、全農ミートフーズ・シジシージャパン（CGC）・稚内市のスーパーマーケット3社へ販売される。ほとんどは本州へ流通していくため、道内では知らない人もいる「幻の牛肉」である。
CGCの取り扱い分は秋田県のスーパーマーケット・伊徳（いとく）で小売され、同社は宗谷黒牛の最大の販売業者である。全農ミートフーズが取り扱う分は一部CGCへ卸され、残りは横浜高島屋や関西の量販店で小売され、横浜高島屋では精肉販売だけでなく、ギフト用にローストビーフに加工して販売することもある。

## 歴史
1983年、稚内市など宗谷管内7市町村および7農協が出資者となり、社団法人宗谷畜産開発公社を設立した。公社は肉牛専門の直営農場「宗谷岬肉牛牧場」を開設し、肉牛の飼育を開始した。当初はアンガス種やヘレフォード種などの日本国外の種を肥育していたが、牛肉の輸入自由化などを契機に、黒毛和種の交雑牛に転換した。「わっかない牛」というブランド名を使っていたが、1999年頃から宗谷黒牛の名称を使い始め、2005年9月に商標登録された。
2007年、社団法人宗谷畜産開発公社は、生産施設等を栃木県の農業生産法人株式会社ジェイイーティーファーム（JETファーム）に売却し、その関連会社株式会社宗谷岬牧場が営業を承継した。牧場名から「肉牛」を外したのは、事業継承のタイミングで酪農部門を導入したからである。

## 喫食法
宗谷黒牛は柔らかな肉質と、霜降り肉のような余分な脂肪分がなく、コクのある味わいが特徴である。主にステーキ、すき焼き、しゃぶしゃぶ、焼肉などの牛肉料理に用いられる。稚内市内では握り寿司で提供する店も多い。
株式会社宗谷岬牧場は、宗谷黒牛を用いた冷凍ハンバーグを製造販売している。同社のハンバーグは「北の黒牛ハンバーグ」の商品名で流通し、牛肉以外の材料（タマネギ、小麦粉、卵）も北海道産のものを使用する。